# Stolephorus advenus
Stolephorus advenus is een straalvinnige vis uit de familie van ansjovissen (Engraulidae) en behoort derhalve tot de orde van haringachtigen (Clupeiformes). De vis kan een lengte bereiken van 7 centimeter. 

## Leefomgeving
Stolephorus advenus is een zoutwatervis. De vis prefereert een tropisch klimaat en heeft zich verspreid over de Grote en Indische Oceaan.

## Relatie tot de mens
Stolephorus advenus is voor de visserij van geen belang. In de hengelsport wordt er weinig op de vis gejaagd. 